# رژیم گروه خونی
رژیم گروه خونی (به انگلیسی: Blood type diet)، نوعی رژیم غذایی تغذیه‌ای است که توسط دکتر «پیتر ج.د. آدامو» (Peter J. d'Adamo)، در کتاب «بر اساس گروه خون خود تغذیه کنید» توضیح داده شده‌است. بر طبق نظریه دکتر آدامو، رژیم غذایی بر اساس نوع گروه خونی مهم‌ترین عامل در تعیین یک رژیم غذایی سالم است. دکتر آدامو رژیم غذایی مجزایی برای هر نوع گروه خون توصیه می‌کند.

## پیتر ج.د. آدامو
«پیتر ج.د. آدامو» پزشک و متخصص درمان به روش‌های طبیعی و محققی بین المللی است. کتاب اول وی، «بر اساس گروه خون خود تغذیه کنید» از زمان چاپ به مدت سه سال متوالی در لیست کتاب‌های پر فروش سال بوده و به بیش از چهل زبان مختلف ترجمه گردیده است. دکتر آدامو مدرک دکترای «درمان به روش‌های طبیعی» (Naturopathic Doctorate) خود را در سال ۱۹۸۲ از کالج باستیر واقع در سیاتل، واشینگتن کسب کرد. دکتر آدامو طی تحقیقاتش بر روی گروه خون و تغذیه، و درمان بیماری‌ها به روش‌های طبیعی از سوی انجمن پزشکان به عنوان پزشک نمونه سال ۱۹۹۰ میلادی شناخته شده‌است. در سال ۱۹۹۹ میلادی، کتاب «بر اساس گروه خون خود تغذیه کنید» از سوی صنایع کشور آمریکا به عنوان یکی از ده کتاب تأثیرگذار بر سلامت معرفی گردید، و دکتر آدامو به عنوان یکی از جذاب‌ترین نویسندگان کتاب‌های سلامتی شناخته شد. در سال ۲۰۰۱ میلادی دکتر آدامو انستیتوی بررسی افراد بر اساس شخصیت را تأسیس نمود (IFHI). در سال ۲۰۰۳ میلادی دکتر آدامو اولین کنفرانس IFHI را به همراه ارائه مدرک برگزار نمود و پس از آن، این کنفرانس هر شش ماه یکبار برگزار می‌شد، که در طی کنفرانس وی به عنوان سخنگوی اصلی سخنرانی می‌نمود. از سال ۲۰۰۹ میلادی، دکتر آدامو در دانشگاه بریج پورت مسئولیت تأسیس و نظارت بر اولین دوره مداوای فرد بر اساس درمان‌های طبیعی را بر عهده داشته‌است.
دکتر آدامو در سراسر کتاب‌هایش از تحقیقات محققان زیست‌شیمی و گلیکوبیولوژی (زیست شناختی قندها) یاد کرده و بر این باورست که تحقیقات آن‌ها از نظریه او پشتیبانی می‌کنند. اما توافق عام در میان متخصصان تغذیه، پزشکان و دانشمندان این است که نظریه دکتر آدامو با شواهد علمی پشتیبانی نشده‌است. دکتر آدامو بر این باورست که نوع گروه خونی، کلید توانایی بدن انسان برای شناسایی خود از غیر خود است. او معتقد است که لکتین موجود در غذاها با هر گروه خونی و با توجه به وضعیت سکرتور (مترشحه) هر فرد واکنشی مختلف ارائه می‌دهد. وی در بخش‌هایی از کتاب «تغذیه مناسب بر اساس گروه خون» به این موضوع اشاره دارد که لکتین‌هایی که با آنتی ژن‌های مختلف هر چهار گروه خونی تعامل دارند، در واقع ناسازگار و مضر هستند. به همین دلیل، انتخاب غذاهای مختلف و سازگار با هر گروه خونی، برای به حداقل رساندن این واکنش‌ها با لکتین، بسیار مهم است.

## گروه خون
بر طبق نظریه دکتر آدامو، هر گروه خونی نیازمند رژیم غذایی مخصوصی است. دکتر آدامو ۴ گروه خونی را به این‌گونه شرح می‌دهد:
گروه خون O : دکتر آدامو این گروه خون را گروه شکارچیان می‌نامد. او به دارندگان این گروه خونی، پیروی از رژیم غذایی غنی از پروتئین را توصیه می‌کند. او بر این باورست که گروه خون O، اولین گروه خونی است و از ۳۰۰۰۰ سال پیش سرچشمه گرفته‌است، اما دانشمندان بر این باورند که در واقع قدیمی‌ترین گروه خون، گروه خون A است.
گروه خون A : دکتر آدامو این گروه خون را گروه کشاورزان نامیده و بر این باورست که این گروه، از آغاز عصر کشاورزی یعنی ۲۰۰۰۰ سال پیش سرچشمه گرفته‌است. او به دارندگان این گروه خونی توصیه می‌کند سبزیجات بیشتری مصرف کرده و از مصرف گوشت قرمز اجتناب کنند. رژیمی شبیه رژیم گیاهخواران برای این گروه خون مناسب است.
گروه خون B : دکتر آدامو این گروه خون را گروه چادرنشین نامیده و معتقد است که این گروه، از آغاز ۱۰۰۰۰ سال پیش سرچشمه گرفته‌است. او بیان می‌کند که دارندگان این گروه خون دارای یک سیستم ایمنی قوی و یک سیستم گوارشی انعطاف‌پذیر هستند. او معتقد است که دارندگان گروه خون B، تنها گروهی هستند که قادر به هضم لبنیات هستند اما این مسئله دارای تناقض است زیرا با وجود اینکه اکثر دارندگان گروه خون B اهل آسیا، بخصوص چین و هندوستان، هستند، اما حساسیت به لاکتوز در بین مردم آسیا، آمریکای جنوبی، آفریقایی تبار رایج تر بوده و در میان کسانی که از تبار شمال اروپا و شمال غرب هند هستند، کمیاب تر است.
گروه خون AB : دکتر آدامو این گروه خون را گروه معما نامیده و معتقد است که این گروه اخیراً تکامل پیدا کرده‌است و سرچشمه آن به کمتر از ۱۰۰۰ سال پیش بر می‌گردد.
رژیم غذایی بر اساس گروه خونی به دلایل مختلفی با انتقاداتی مواجه شده‌است. بررسی‌های علمی اخیر نشان داده است که هیچ نوع شواهد علمی برای حمایت از نظریه رژیم غذایی گروه خونی وجود ندارد و برای رسیدگی به آن به مطالعات علمی ای که به درستی طراحی شده باشد، نیاز است. در حال حاضر هیچ مدرکی برای اثبات خاصیت رژیم غذایی بر اساس گروه خون وجود ندارد. برای اثبات این موضوع، می‌بایست تحقیقات گسترده‌ای بر روی دو دسته از افراد دارای یک نوع گروه خونی که یکی از رژیم غذایی بر اساس گروه خون پیروی می‌کند و دیگری از رژیم غذایی متداول پیروی می‌کند، انجام شود و نتیجه تحقیقات دو گروه با هم مقایسه گردد.

## شواهد واقعی
تا به امروز هیچ شاهد علمی برای حمایت از فرضیه رژیم غذایی بر اساس گروه خونی وجود ندارد و هیچ شاهد بالینی وجود ندارد که سلامتی را بهبود بخشد.
Luiz C. de Mattos و Haroldo W. Moreira اشاره می‌کنند که اظهارات مطرح شده توسط طرفداران این رژیم غذایی که گروه خونی O اولین گروه خون انسان است، نیاز به این دارد که ژن O قبل از ژن‌های A و B تکامل یافته باشد؛  شبکه‌های فیلوژنتیک از آلل‌های ABO انسان و غیر انسانی نشان می‌دهد که ژن A برای اولین بار تکامل یافته‌است. آن‌ها استدلال می‌کنند، از نظر تکاملی بسیار غیرعادی است که ژن‌های عادی (برای انواع A و B) از ژن‌های غیرطبیعی (برای نوع O) تکامل یافته باشند.
یاماموتو و همکاران: اگر چه گروه خون O در میان تمامی انسان‌ها در سراسر جهان رایج است، هیچ شاهدی وجود ندارد که ژن O نشان دهنده ژن اجدادی در سیستم ABO باشد و منطقی نیست که فرض کنیم که یک ژن معیوب به صورت خود به خودی به وجود می‌آید و سپس به ژن‌های نرمال تبدیل شود.

## نظر مخالفان رژیم گروه خونی
«دکتر محمدرضا وفا»، متخصص تغذیه، دانشیار دانشگاه علوم پزشکی ایران معتقد است:
«در هیچ‌کدام از رژیم‌های غذایی علمی و اصولی برای افزایش، کاهش یا نگهداشت وزن و حتی حفظ سلامت بدن، اشاره‌ای به تعیین گروه خونی نشده است. یک رژیم غذایی درست و اصولی، کاری به نوع گروه خونی فرد ندارد. به‌طور کلی، کاهش وزن یک موازنه ساده بین میزان کالری دریافتی و مصرفی است. این مصرف شدن انرژی به عوامل زیادی در بدن (مانند کارکرد هورمون‌ها، نحوه عملکرد ماهیچه‌ها، مقدار بافت چربی و ماهیچه‌ای) بستگی دارد. از این رو، متخصصان تغذیه در شرح‌حال‌گیری به این عوامل در کنار مسائل رفتاری و مشکلات مربوط به سلامت افراد مانند کم‌خونی، کمبود کلسیم و غیره توجه می‌کنند و نیازی به دانستن گروه خونی برای تجویز رژیم غذایی مناسب ندارند.»

## کتاب بر اساس گروه خون خود تغذیه کنید

کتاب بر اساس گروه خون خود تغذیه کنید

پیتر ج.د. آدامو در پیش گفتار کتاب می‌نویسد:
«گروه خون شما به عنوان کلیدی برای گشودن درهای اسرارآمیز سلامت، بیماری‌ها، طول عمر و سلامت روح روان است. گروه خون شما استعداد شما برای ابتلا به انواع بیماری هاست و از این جهت با غذایی که می‌بایست مصرف کنید یا نوع ورزش‌هایی که انجام دهید ارتباط مستقیم دارد. همچنین عامل مهم میزان انرژی شما و قدرت بدن در سوزاندن کالری و واکنش شما در برابر فشارهای روحی و حتی شخصیت شما است. بی شک می‌بایست توضیح قانع‌کننده‌ای در پاسخ به اینکه چرا برخی از افراد قادرند با رژیم‌های مخصوص غذایی وزن کم کنند در حالی که برخی دیگر قادرند به انجام چنین کاری نیستند وجود داشته باشد. بدون شک نوع گروه خون افراد به خودی خود می‌تواند در این امر، عامل مهمی تلقی گردد.»

## کتاب‌های پیتر ج.د. آدامو
- کتاب بر اساس گروه خون خود تغذیه کنید، نویسنده:پیتر ج.د. آدامو، مترجم: آلینا برخورداریان، ناشر:آلینا برخورداریان، شابک:۹-۲۳۸۸-۰۴-۶۰۰-۹۷۸
- کتاب کنترل علائم یائسگی با علم گروه خون، نویسنده:پیتر ج.د. آدامو، مترجم: آلینا برخورداریان، ناشر:آلینا برخورداریان، شابک:۷-۰۶-۰۴۳۸-۶۰۰-۹۷۸
- کتاب مبارزه با آلرژی با علم گروه خونی، نویسنده:پیتر ج.د. آدامو، مترجم: آلینا برخورداریان، ناشر:آلینا برخورداریان، شابک:۸-۰۶۷۳-۰۴-۶۰۰-۹۷۸
- کتاب آشپزی مناسب بر اساس گروه خون، نویسنده:پیتر ج.د. آدامو، مترجم: آلینا برخورداریان، ناشر:نواندیش شابک:۵-۳۵-۶۲۵۹-۹۶۴-۹۷۸
- کتاب زندگی مناسب بر اساس گروه خونی، نویسنده:پیتر ج.د. آدامو، مترجم: آلینا برخورداریان، ناشر:آلینا برخورداریان، شابک:۵-۸۲۸۶-۰۴-۹۶۴-۹۷۸
- کتاب مبارزه با سرطان با علم گروه خونی، نویسنده:پیتر ج.د. آدامو، مترجم: آلینا برخورداریان، ناشر:آلینا برخورداریان، شابک:۳-۹۰۲۷-۰۴-۹۶۴-۹۷۸
- کتاب مبارزه با دیابت با علم گروه خونی، نویسنده:پیتر ج.د. آدامو، مترجم: آلینا برخورداریان، ناشر:آلینا برخورداریان، شابک:۶-۹۰۲۶-۰۴-۹۶۴-۹۷۸
- کتاب مبارزه با پیری با علم گروه خونی، نویسنده:پیتر ج.د. آدامو، مترجم: آلینا برخورداریان، ناشر:آلینا برخورداریان، شابک:۸-۸۲۸۵-۰۴-۹۶۴-۹۷۸
- کتاب مبارزه با آرتروز با علم گروه خونی، نویسنده:پیتر ج.د. آدامو، مترجم: آلینا برخورداریان، ناشر:آلینا برخورداریان، شابک:۸-۹۲۴۶-۰۴-۹۶۴-۹۷۸
- کتاب مبارزه با بیماری‌های قلبی عروقی با علم گروه خونی، نویسنده:پیتر ج.د. آدامو، مترجم: آلینا برخورداریان، ناشر:آلینا برخورداریان، شابک:۱-۹۲۴۵-۰۴-۹۶۴-۹۷۸
- کتاب تغذیه مناسب دوران بارداری و سلامت کودک با علم گروه خونی، نویسنده:پیتر ج.د. آدامو، مترجم: آلینا برخورداریان، ناشر:آلینا برخورداریان، شابک:۶-۰۹-۰۴۱۶-۶۰۰-۹۷۸